# Shōjo Club
Le Shōjo Club (少女クラブ, shōjo kurabu) est un magazine shōjo généraliste, c'est-à-dire de la presse féminine japonaise dédiée à un public d'adolescentes. Édité par Kōdansha comme revue sœur du Shōnen Club, il est publié à un rythme mensuel entre 1923 et 1962, proposant à ses lectrices des articles, nouvelles, illustrations, poèmes et mangas.
Le Shōjo Club fait partie de la première génération de magazines shōjo, où il s'impose très vite comme le titre qui possède la plus grande part de marché sur ce segment. Sa ligne éditoriale conservatrice s'illustre par l'importance donnée au contenu éducationnel, en outre il évite de s'engager socialement et politiquement et préfère s'aligner sur la position du gouvernement en place, faisant de lui tour à tour un fervent défenseur de la guerre lorsque le pays entre en état de guerre totale en 1937, puis de la démilitarisation du pays lors de l'occupation du Japon par les États-Unis.
Avec son principal concurrent, le Shōjo no tomo, il est l'un des deux magazines shōjo à survivre à la guerre du Pacifique et ses nombreuses restrictions, il finit toutefois par succomber en 1962 face à la concurrence de la télévision dans le monde du divertissement jeunesse. Kōdansha le remplace en 1963 par l'hebdomadaire Shōjo Friend.

## Ligne éditoriale
Shōjo Club est un magazine féminin généraliste, qui cible spécifiquement un public d'adolescentes, les shōjo. Il propose à ses lectrices des articles éducationnels, de l'actualité, de la littérature (nouvelles, poésie…), des illustrations et des mangas. Contrairement aux autres magazines contemporains pour shōjo, le Shōjo Club ne laisse que très peu de place aux contributions des lectrices.

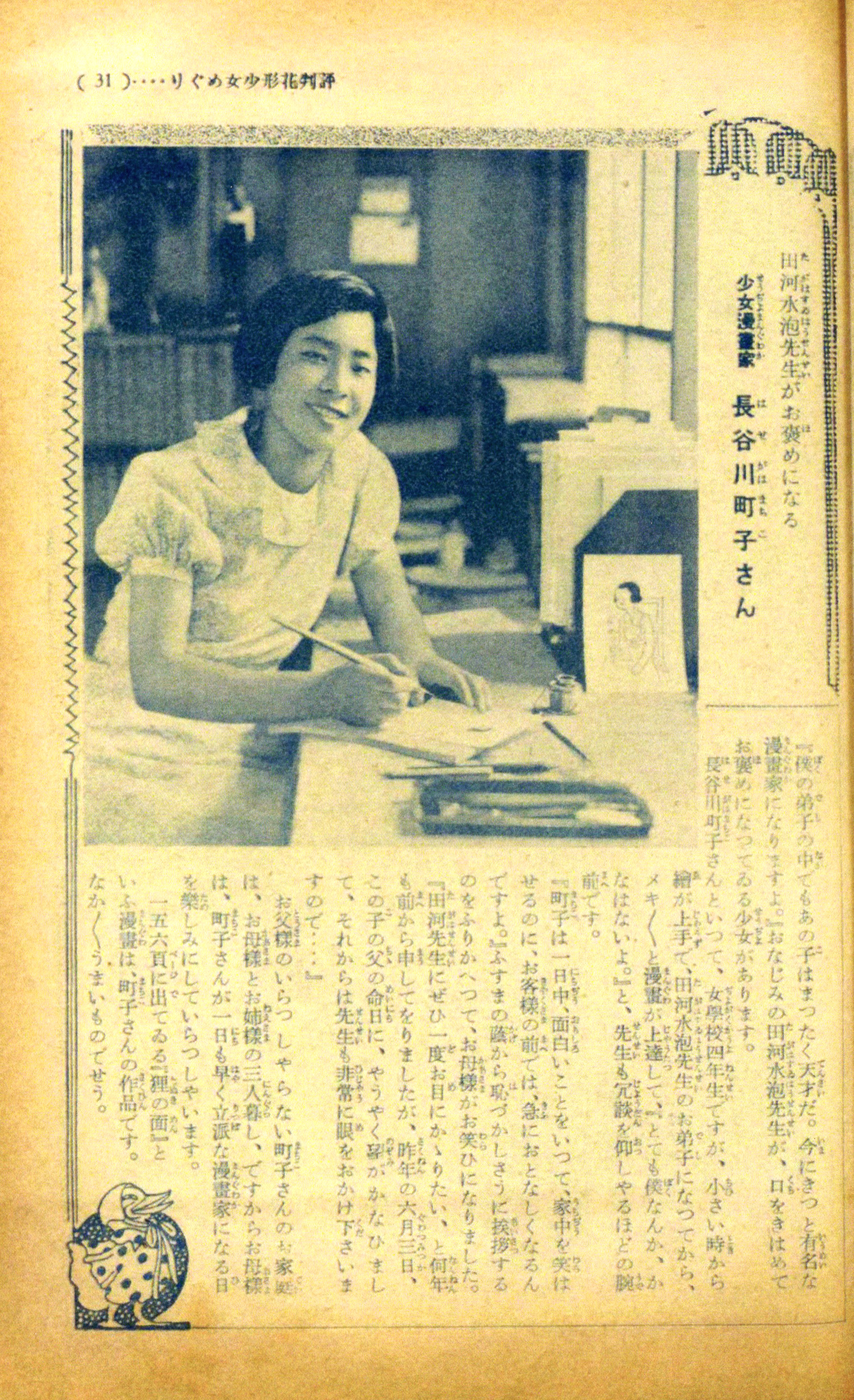
Article publié dans le numéro d'10 1935 pour célébrer le début de carrière de Machiko Hasegawa comme mangaka à l'âge de 15 ans.

Suivant un agenda conservateur, le magazine porte une attention particulière à son contenu éducationnel, notamment l'éducation morale, avec des slogans tels que « Un manuel scolaire dans la main gauche, Shōjo Club dans la main droite ». L'objectif est ainsi de former des citoyennes compétentes à partir des valeurs japonaises du présent et du passé.
En outre, le magazine évite autant que possible les sujets sociaux ou de critiquer le gouvernement, quel qu'il soit, et au contraire s'aligne avec enthousiasme à sa ligne politique, ce qui résulte en trois périodes bien distinctes concernant la teneur de son contenu.

## Création
En 1899 est publié l'édit impérial sur l'éducation supérieure des femmes (高等女学校令, kōtō jogakkō rei), qui formalise l'éducation facultative des femmes au-delà de l'éducation élémentaire obligatoire. Ceci établi une nouvelle période dans la vie des femmes, la shōjo, une période située entre l'enfance et le mariage, où la fille est formée à devenir une « bonne épouse, sage mère ».
Dans le même temps, la popularité de la presse au Japon est en forte croissance et son marché se fragmente, ainsi des magazines spécifiquement dédié à un public de shōjo commencent à apparaître au début du XXe siècle comme revues sœurs des magazines shōnen (pour garçons) préexistants. Si officiellement les magazines shōjo encouragent les filles à devenir des « bonnes épouses, sages mères », dans la pratique les magazines sont plus ou moins conservateurs, en mettant l'accent sur l'éducation, ou libéraux, en encourageant le développement de compétences artistiques et de la sororité, comme peut le faire le Shōjo no tomo, qui deviendra le principal concurrent du Shōjo Club.
Seiji Noma, le fondateur des éditions Kōdansha, lance en janvier 1923 son propre magazine shōjo, le Shōjo Club, revue sœur du Shōnen Club. Comme pour tous ses autres magazines, le Shōjo Club est dédié à l'édification morale de son lectorat, et vise ainsi, selon les mots de Noma dans son autobiographie, à inculquer à ses lectrices « la modestie intérieure et la force d'âme que possédaient les femmes de samouraï »,.

## Évolution

### Avant-guerre, 1923-37

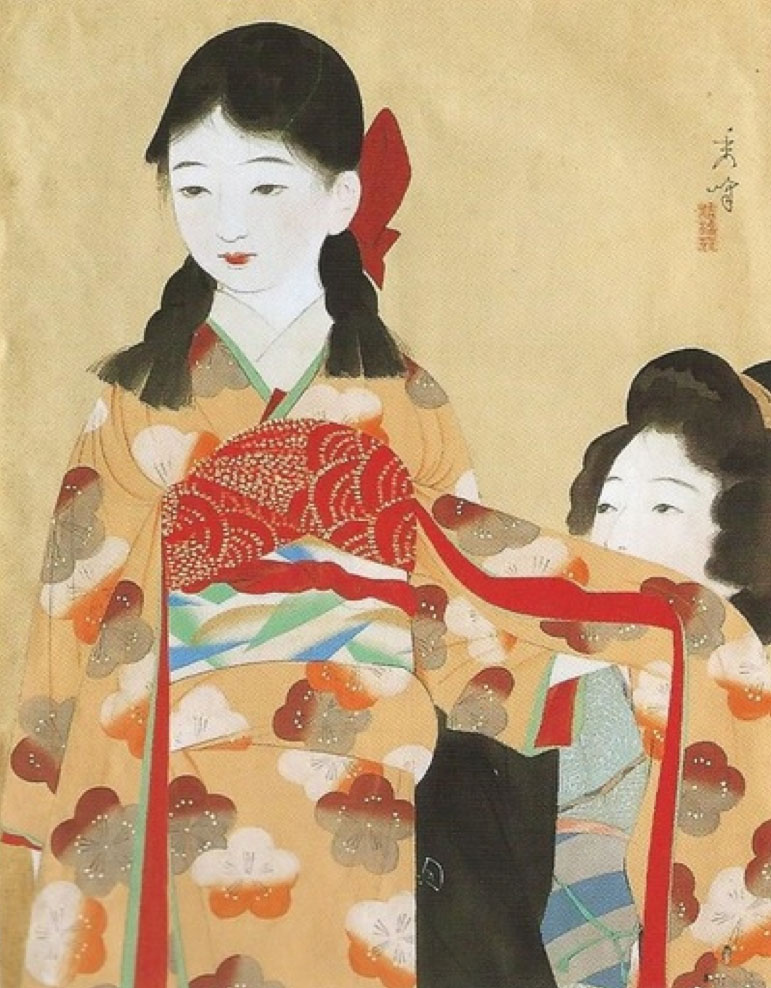
Frontispice pour la fiction, peint par Yamakawa Shūhō et publié dans le numéro de 01 1927.

Les articles du magazine sont principalement de nature éducationnelle et alignés sur le cursus scolaire des jeunes filles. Outre les articles, le magazine publie de la littérature comme les nouvelles esu de Nobuko Yoshiya, des illustrations comme celles de Kashō Takabatake ou encore des mangas comme ceux de Suihō Tagawa.
Sa ligne éditoriale conservatrice lui permet d'être populaire auprès des parents des jeunes filles ; avec 67 000 copies vendues en 1923 et 492 000 copies vendues en 1937, il est le magazine pour adolescentes qui se vend le plus. Mais si le magazine est populaire auprès des parents, les filles lui préfèrent son principal concurrent, Shōjo no tomo, moins conservateur et qui met en avant les contributions des lectrices, alors que Shōjo Club ne propose que très peu de pages dédiées aux contributions des lectrices.

### Guerre totale, 1937-45
Avec la guerre sino-japonaise qui débute le 7 juillet 1937 puis de son extension dans la guerre du Pacifique en 1941, le Japon entre en état de guerre totale. Notamment la loi de mobilisation générale de l'État promulguée en mai 1938 somme la presse japonaise de soutenir l'effort de guerre et se trouve de plus en plus assujettie à la censure gouvernementale.
Les magazines féminins sont de plus en plus critiqués pour leur « sentimentalité », ainsi la littérature esu est attaquée et les magazines font évoluer leur contenu pour mettre en avant le patriotisme. Avec la guerre s'installe en outre une pénurie de papier qui atteindra son paroxysme en 1945 ; les magazines les moins en phase avec le gouvernement sont forcés de s'arrêter ; en s'alignant ainsi sur le gouvernement, Shōjo Club et son principal concurrent Shōjo no tomo seront publiés tout au long de la guerre.

### Après-guerre, 1945-62
Les membres du service éditorial de Kōdansha se trouvent momentanément désemparés face à la radiodiffusion du discours de l'empereur du 15 août 1945 annonçant la capitulation du Japon ; ils comprennent qu'il doivent cesser immédiatement de publier dans leurs magazines des articles encourageant la guerre. Ils décident finalement de rédiger des articles expliquant comment faire face à la pénurie alimentaire qui touche la population japonaise, ceci à partir de septembre 1945.
Au mois de septembre, le commandement suprême des forces alliées s'établit à Tokyo et gouverne de facto le Japon pendant 7 ans. La section du Civil Information and Education a pour mission d'américaniser les médias japonais, quand la section du Civil Censorship Department applique une censure rigoureuse des médias. En réaction, Kōdansha décide de faire du Shōjo Club un magazine « agréable, amusant et lumineux ».
Différents changements s'opèrent ainsi dans le magazine, avec par exemple la graphie du titre qui change de Shōjo Club (少女倶楽部) à Shōjo Club (少女クラブ), avec des katakana pour marquer l'utilisation de mots étrangers. En outre, le Shōjo Club, comme ses concurrents, abaisse l'âge de son lectorat cible pour passer des collégiennes et lycéennes aux élèves d'école primaire. Les nouvelles esu sophistiquées laissent alors place aux histoires autour de la famille.
Au contraire le manga prend de plus en plus de place au sein du magazine, particulièrement après le succès de la pré-publication de Princesse Saphir d'Osamu Tezuka entre 1953 et 1956 dans le magazine ; ainsi de nombreux mangakas populaires contribuent par la suite au Shōjo Club, comme Shōtarō Ishinomori, Hideko Mizuno, Fujio Akatsuka ou encore Tetsuya Chiba. Par ailleurs Toshiko Ueda y dessine la série Fuichin-san en 1957, dont l'héroïne deviendra la mascotte du magazine.

## Fin de publication
La guerre terminée, les magazines shōjo perdent leur situation hégémonique dans le monde du divertissement pour adolescentes et font désormais face à de nouvelles formes de divertissements de masse telles que le cinéma, les kashihon mangas ainsi que les balbutiements des junia shōsetsu (ジュニア小説), ancêtres des light novels ; le Shōjo no tomo y succombe dès 1955,.
Le Shōjo Club se retrouve alors seul représentant de la première génération au milieu d'une seconde génération de magazines shōjo, comme le Ribon ou le Himawari ; Kōdansha lance elle aussi un second magazine shōjo avec le Nakayoshi en décembre 1954.
Mais l'essor de la télévision dans les foyers japonais contraint la plupart des magazines shōjo à s'adapter au tout début de la décennie 1960 ; pour suivre la cadence, Kōdansha arrête la publication du Shōjo Club, avec un dernier numéro publié en décembre 1962, pour le remplacer par le Shōjo Friend, publié à un rythme hebdomadaire à partir de janvier 1963.